# 廚房 (網路用語)
「廚房」本是指烹調食物的場所，但是在日文匿名網路論壇2ch等BBS的網路文化中是一種針對「行為與發言幼稚的使用者」的蔑稱，後來更多是用來諷刺行為言論極端偏激者。隨著國際的網路交流，此詞也開始出現在一些漢語的網路討論區（主要是與日本文化較密切相關的ACG相關討論區）當中。

## 起源
此詞實際上的發祥點不可考，但一般相信此詞的出現是因為日文的發音跟（意同「白目國中生」）的簡寫「中坊」相同，有些人認為這是日文IME輸入法的誤變換而成。但事實上，故意用諧音及同音字，是日本網友（特別是2ch的用戶）表達自我調侃或嘲弄的方式之一。這種稱呼並不限於年齡與身份，是泛指那種剛接觸電腦與網路討論區，學到一點鬧板、甚至駭客破解密碼的技巧就開始妄自尊大，以四處騷擾網友為樂，心態幼稚如同初中生的人。有一些說法認為此名詞在2ch成立之前就已經出現，但紀錄已經散失，所以缺乏證據力。
此詞在日本開始大量流行的時期約在「酒鬼薔薇聖斗事件」之後，當時的網友驚愕於初中生居然可以幹下如此喪盡天良的事情，使得此詞在討論區與日記中大量增加。

## 變化
「廚房」也略稱為「廚」，或者針對特定的網路現象附加於其尾端成為「○×厨」。例如連續假期，新手與鬧板者暴增時，網友稱之為「春廚」（春假的廚）、「黄金廚」（黄金周的廚）、「夏廚」（暑假的廚）、「冬廚」（寒假的廚）、「栗廚」（聖誕節假期的廚，日文的聖誕節發音「クリスマス」的頭兩字音同「栗」）。
- 為了區別廚房的實際意義與轉用意義，描述自己是現役中學生的時候經常加上（Real，真正的）而成為。
- 現役中學生、又是個白目的狀況，就叫做（超真實廚房）。
- 相同的蔑稱也衍生出、等用語。
- 最近有一些人也把介於「FAN」跟「OTAKU」之間的人稱為「○○厨」，在此種場合不使用「工」或「消」等字眼。
- 聲優的極端狂熱愛好者，稱為「声优厨」或「声豚」[1]。